# Edward Ord

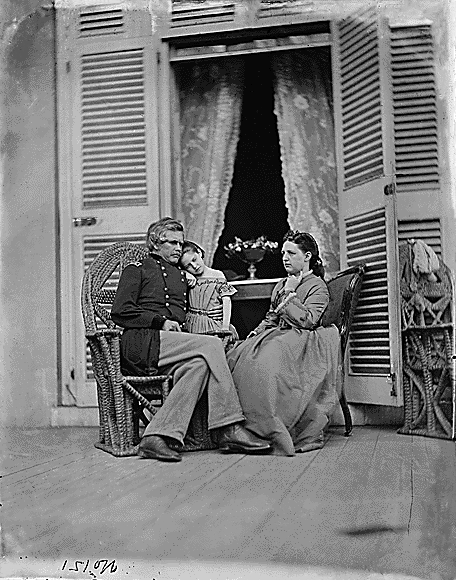
Edward Ord met vrouw en kind

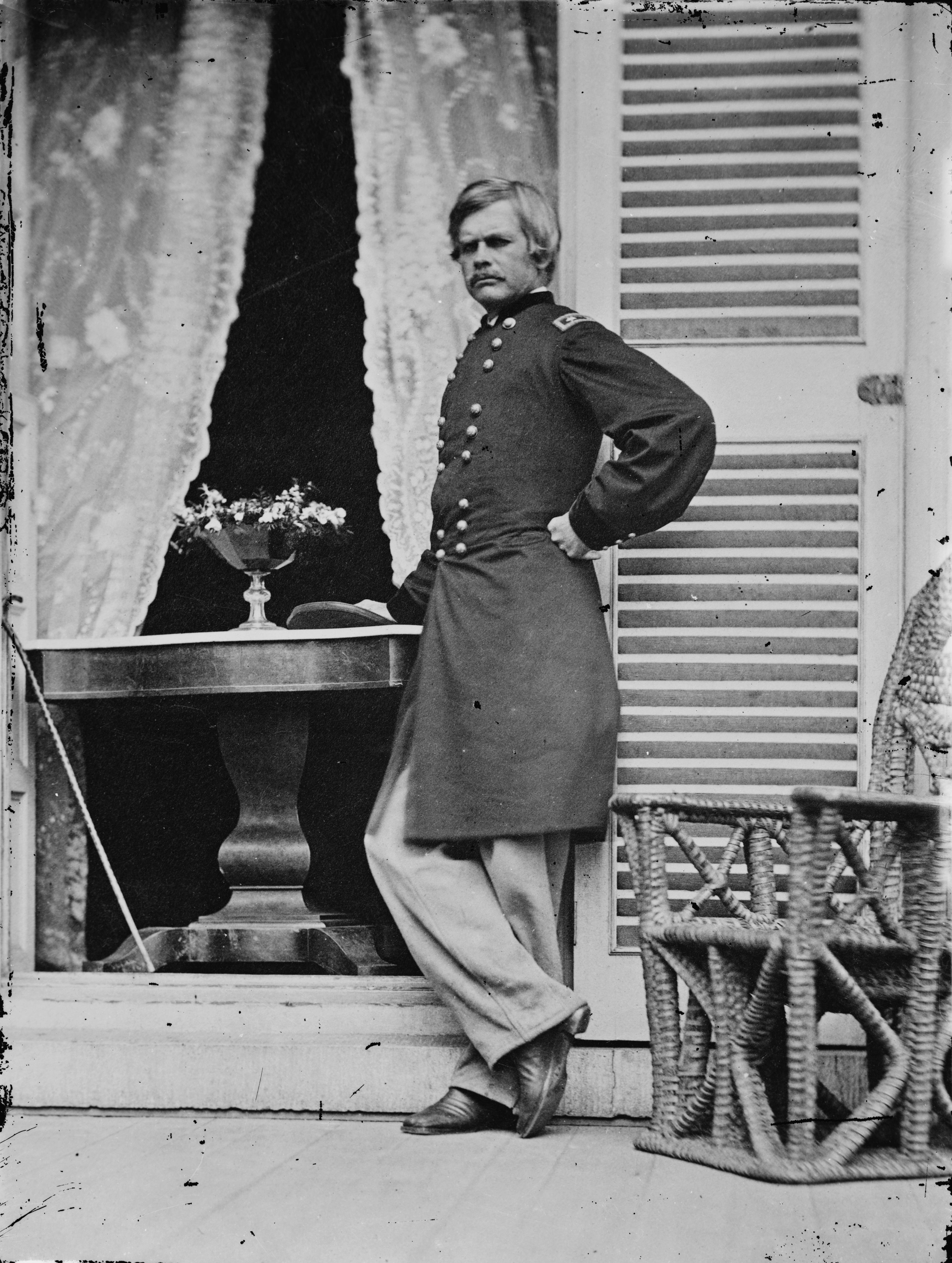
Edward Ord

Edward Otho Cresap Ord (Cumberland (Maryland), 18 oktober 1818 – Havana, 22 juli 1883) was een generaal die vocht in de Amerikaanse Burgeroorlog.

## Beginjaren
Edward Ord was de zoon van James en Rebecca Ord. James Ord zou naar eigen zeggen een onwettige zoon van koning George IV en Maria Fitzherbert geweest zijn, hoewel zijn vader ook gewoon Ralph Ord uit Wapping geweest kan zijn.
Toen Edward Ord een jaar oud was, verhuisde het gezin naar Washington D.C.
Edward Ord was goed in wiskunde en president Andrew Jackson liet hem toe in de United States Military Academy te West Point.
Een medestudent was de latere generaal William T. Sherman.
Edward Ord studeerde in 1839 af en ging als tweede luitenant bij het 3e regiment artillerie.
Hij vocht in de Tweede Seminole Oorlog in Florida en werd bevorderd tot eerste luitenant.
In januari 1847 rondde hij samen met Henry Halleck en William T. Sherman Kaap Hoorn op het stoomschip Lexington. Hij kwam aan in Monterey en kreeg het bevel over batterij F van het 3e regiment artillerie om Fort Mervine, later Fort Halleck genoemd naar Henry Halleck, te voltooien op de plaats van het vroegere Spaanse presidio van Monterrey. Het fort werd op 17 februari 1865 naar Ord hernoemd tot Ord Barracks.
Ord was in Californië bij het begin van de goldrush.
Alle prijzen stegen en de soldij volstond niet meer om van te leven.
De commandant van Ord vond, dat de jongere officieren dan maar een tweede baan moesten aannemen.
In de herfst van 1848 werkten Ord en Sherman voor John Augustus Sutter, Jr. en ze hielpen kapitein William H. Warner om Sacramento in kaart te brengen in het bijzonder de straten van de voorsteden.
Ord maakte op 25 juli 1848 ook een kaart van het Goud en Kwik district van Californië.
De overheid van Los Angeles had een kaart nodig van land om het te verkopen en ze stelden Ord aan om die te maken voor 3000 dollar.
Hij koos William Rich Hutton als zijn helper en in juli en augustus 1849 brachten ze als eersten Los Angeles in kaart. Hutton maakte schetsen. De kaart en de schetsen bevinden zich in de archieven en historici hebben zo een goed beeld, van hoe Los Angeles er toen uitzag.
Ord werd in 1850 bevorderd tot kapitein en diende toen in de Pacific Northwest.
Op 14 oktober 1854 trouwde hij met Mary Mercer Thompson en ze kregen dertien kinderen.
Een van hen, Jules Garesche Ord kwam om na de beklimming van San Juan Hill in Cuba. Een andere zoon Edward Otho Cresap Ord, II werd majoor bij de infanterie en vocht in de Indianenoorlogen, de Spaans-Amerikaanse Oorlog en de Filipijns-Amerikaanse Oorlog, maar was ook schilder, dichter en uitvinder. De zoon van Edward Otho Cresap Ord, II dus kleinzoon van Edward Ord James Garesche Ord vocht in de Tweede Wereldoorlog.
In 1859 volgde hij een opleiding in artillerie in Fort Monroe, Virginia.
Ord werd opgeroepen door minister van Oorlog John B. Floyd om de raid van John Brown tegen het arsenaal van Harpers Ferry te verijdelen. Kolonel Robert E. Lee kwam eerder aan te Harpers Ferry en stuurde een telegram naar Ord, dat hij de situatie onder controle had en dat Ord en zijn mannen niet nodig waren in Harpers Ferry. Ze gingen naar Fort McHenry in Baltimore (Maryland).

## Amerikaanse Burgeroorlog
Bij de uitbraak van de Amerikaanse Burgeroorlog in april 1861 was Ord kapitein van batterij C van het 3e regiment artillerie en ook bevelhebber van Fort Vancouver in Washington Territory. Op 7 mei 1861 leidde Ord twee compagnieën artillerie van Fort Vancouver naar San Francisco. Hij ging naar het oosten en kreeg het bevel over een brigade van de Pennsylvania Reserves, waarmee hij in de herfst van 1861 vocht in de Slag bij Dranesville.
Op 3 mei 1862 werd Ord bevorderd tot generaal-majoor.
Hij diende kort bij het Department of the Rappahannock en kreeg dan het bevel over de 2e divisie van het Army of the Tennessee. Ulysses S. Grant stuurde Ord met twee divisies samen met William S. Rosecrans naar Iuka (Mississippi) om Sterling Price te onderscheppen. Rosecrans vocht, maar Ord niet.
Ord miste ook de Tweede Slag bij Corinth maar vocht wel tegen de terugtrekkende Zuidelijken in de Slag bij Hatchie's Bridge, waar hij ernstig gewond raakte.
Toen Ulysses Grant John A. McClernand ontsloeg gaf hij Ord het bevel over het XIII Corps in de laatste dagen van het Beleg van Vicksburg.
Na de val van Vicksburg behield Ord het bevel over het XIII Corps in het Department of the Gulf. In 1864 werd hij terug naar het oostelijk front gestuurd om her het XVIII Corps te leiden.
Hij was bij de Slag van de Krater, maar vocht er niet. In de herfst van 1864 raakte hij gewond in de Slag bij Chaffin's Farm en hij was pas hersteld tegen januari 1865.
In maart 1865 praatte Ord met James Longstreet tijdens een gevangenenruil. Ord stelde voor, dat Robert E. Lee en Ulysses Grant over vrede zouden praten. Longstreet bracht dit over aan Lee en die schreef naar Grant. Grant stuurde de brief door naar president Abraham Lincoln. Lincoln stuurde een telegram terug, dat Grant enkel over overgave van Lee mocht onderhandelen.
In de lente van 1865 voerde Ord het bevel over het Army of the James in de Appomattoxveldtocht. Het korps van John Gibbon van het leger van Ord speelde een belangrijke rol in de Derde Slag bij Petersburg. Op 9 april leidde hij een geforceerde mars naar Appomattox Court House om de cavalerie van Philip H. Sheridan te ontzetten en de overgave van Lee af te dwingen.
Ord was aanwezig in McLean house toen Lee zich overgaf en hij staat afgebeeld op schilderijen van de gebeurtenis. Ord kocht voor 40 dollar de tafel met marmeren blad waaraan Lee had gezeten als aandenken. De tafel staat nu in de aan de Amerikaanse Burgeroorlog gewijde zaal van de Chicago Historical Society.
Na de moord op Abraham Lincoln op 14 april 1865 wou Ulysses Grant een vergelding uitvoeren. Grant vroeg Ord om uit te zoeken, of het moordcomplot buiten Washington D.C. gepland was. Het onderzoek van Ord wees uit, dat het zuidelijk bestuur niet betrokken was.

## Na de oorlog
Tijdens de Reconstructie voerde Ord het bevel over het bezettingsleger in Richmond (Virginia). Daarna ging hij bij het Department of the Ohio tot hij in september 1866 uit actieve Hij kreeg het bevel over het Department of Arkansas van 1866 tot 1867, het Vierde Militair District van 1867 tot 1868, het Department of California van 1868 tot 1871 en het Department of the Platte van 11 december 1871 tot 11 april 1875.
In januari 1872 nam Ord deel aan een buffeljacht in de prairie van zuidwest Nebraska met groothertog Aleksej Aleksandrovitsj van Rusland. Ook aanwezig waren Buffalo Bill Cody, Philip Sheridan, George Armstrong Custer, Wild Bill Hickock en Texas Jack Omohundro.
Op 11 april 1875 kreeg hij het Department of Texas tot zijn pensioen als generaal-majoor op 6 december 1880. Hij bouwde Fort Sam Houston.
Later in 1881 bouwde Ord voor Mexican Southern Railroad van Ulysses Grant en Jay Gould een spoorlijn van Texas naar Mexico City.
In Mexico kreeg Ord gele koorts. Hij werd vervoerd van Veracruz naar New York, maar werd in Havana van boord gebracht, waar hij overleed in de avond van 22 juli 1883.

## Militaire loopbaan
- Cadet: 1835[7]
- Second Lieutenant (USA): 1 juli 1839[7]
- Brevet First Lieutenant (USA): 1 juli 1841[1][7]
- Captain (USA): 1850
- Brigadier General of Volunteers: 14 september 1861[1][7]
- Major: 21 november 1861[1][7]
- Brigadier General (Regular Army): 26 juli 1866[1][7]
- Major General of Volunteers: 2 mei 1862[1]
- Ontslag uit de volunteer service: september 1866[1]
- Brevet Brigadier General: 13 maart 1865[1]
- Brevet Major General in het United States Army: 13 maart 1865[1]
- Lieutenant Colonel: 11 december 1865[1][7]
- Major General: 28 januari 1881[7]
- Gepensioneerd USA: 1881